# (37896) 1998 FV62
1998 FV62 (asteroide 37896) é um asteroide da cintura principal. Possui uma excentricidade de 0.07729470 e uma inclinação de 9.39715º.
Este asteroide foi descoberto no dia 20 de março de 1998 por LINEAR em Socorro.